# Wildwasserrennsport-Weltmeisterschaften 1989
1989 fanden die Weltmeisterschaften im Kanu-Wildwasserrennsport bei Bloomington im US-Bundesstaat Maryland auf dem Savage River statt.

## Ergebnisse

### Nationenwertung
| Platz  | Land                   | Gold | Silber | Bronze | Gesamt |
| ------ | ---------------------- | ---- | ------ | ------ | ------ |
| 1      | Frankreich             | 4    | 2      | 3      | 19     |
| 2      | Jugoslawien            | 2    | 0      | 1      | 3      |
| 3      | BR Deutschland         | 1    | 3      | –      | 4      |
| 4      | Italien                | 1    | –      | 2      | 3      |
| 5      | Vereinigtes Königreich | –    | 1      | 1      | 2      |
| 6      | Tschechoslowakei       | –    | 1      | –      | 1      |
| Gesamt | Gesamt                 | 8    | 8      | 8      | 24     |